# Luva invisível
Chama-se popularmente de luva invisível a cremes (daí também sua nomenclatura também como creme protetor) e composições em apresentações diversas formuladas especialmente para proteger a pele das mãos de trabalhadores de diversas atividades do contato com sujeiras, partículas, óleos, graxas, tintas, solventes, fibras de vidro e amianto, resinas e produtos químicos diversos.
Seu maior objetivo, especialmente no trato com substâncias e materiais irritantes à pele, é a prevenção de dermatites ocupacionais, alergias e ressecamento da pele. Alguns produtos manipulados, não causam lesão diretamente, nem irritação perceptível a primeira vista, mas o contato acumulado leva à desidratação da pele e a permitir a ação de agentes patogênicos, como bactérias. Por isso, algumas formulações, além da simples proteção, atuam como hidratantes da pele e possuem propriedades antissépticas.
Sua vantagem em relação às luvas propriamente ditas é que não afetam o tato. São sempre removíveis com detergentes adequados.
São apresentadas em forma de cremes, loções e aerossóis.